# Бернсајд (Пенсилванија)
Бернсајд (енгл. Burnside) град је у америчкој савезној држави Пенсилванија.

## Демографија
По попису из 2010. године број становника је 234, што је 49 (-17,3%) становника мање него 2000. године.
| Група             | 2000.        | 2010.       |
| Белци             | 283 (100,0%) | 233 (99,6%) |
| Афроамериканци    | 0 (0,0%)     | 0 (0,0%)    |
| Азијати           | 0 (0,0%)     | 0 (0,0%)    |
| Хиспаноамериканци | 0 (0,0%)     | 1 (0,4%)    |
| Укупно            | 283          | 234         |